# الدوري الشمالي لكرة القدم 1951–52
الدوري الشمالي لكرة القدم 1951–52 (بالإنجليزية: 1951–52 Northern Football League)‏ هو موسم من الدوري الشمالي لكرة القدم ‏. فاز فيه بيشوب أوكلاند ‏.